# Sümer, Fındıklı
Sümer là một xã thuộc huyện Fındıklı, tỉnh Rize, Thổ Nhĩ Kỳ. Dân số thời điểm năm 2010 là 857 người.